# Canal São Gonçalo
El Canal São Gonçalo (San Gonzalo) es una vía fluvial natural brasileña que comunica la laguna Merín y la laguna de los Patos, en Río Grande del Sur. Tiene una extensión de 62 km. Su principal afluente es el río Piratiní. Es considerado un canal y no un río porque sus aguas no corren naturalmente siempre en una misma dirección; algo que depende del nivel de agua de cada una de las lagunas que conecta: si el mayor nivel es el de la Laguna Merín, las aguas corren hacia la Laguna de los Patos, y viceversa.
No obstante, los flujos naturales en el canal fueron modificados por la esclusa do Centurião, construida en 1977 con el objetivo de impedir la intrusión del agua del mar en la Laguna Merín, y garantizar así una reserva de agua potable para las ciudades de Rio Grande y Pelotas, así como prevenir que el agua salobre perjudique los cultivos de arroz situados en torno a la laguna. La esclusa ayuda también a evitar inundaciones.
En el trecho entre la ciudad de Pelotas y su desembocadura, presenta diversos trechos dragados para permitir un calado de acceso al puerto de Pelotas.